# L'isola della paura (romanzo)
L'isola della paura (Shutter Island) è un romanzo di genere thriller dello scrittore Dennis Lehane, pubblicato nel 2003.
Il libro è stato tradotto in giapponese, neogreco, olandese, coreano, svedese, finlandese, portoghese, polacco, spagnolo, danese, italiano e numerose altre lingue.

## Trama
1954, Massachusetts. A Shutter Island, un inospitale isolotto appena al largo di Boston, è stato installato un istituto psichiatrico, Ashecliffe, ricavato nei padiglioni di una fortezza abbandonata dall'esercito e destinato ad ospitare pazienti particolarmente gravi e pericolosi, se non irrecuperabili. L'U.S.Marshal Teddy Daniels viene mandato con un nuovo partner, l'agente Chuck Aule, ad investigare sulla misteriosa scomparsa di una paziente, Rachel Solando, internata per l'uccisione dei suoi tre figli. La donna si è volatilizzata dalla sua camera, sebbene questa fosse chiusa dall'esterno e nessuno dei numerosi sorveglianti l'abbia vista fuggire, ed ha lasciato solo un enigmatico messaggio, che pare contenere un codice da decifrare.
La missione di Daniels e Aule ha anche un secondo scopo, ufficioso e segreto: quello di verificare e riferire quali siano i metodi terapeutici adottati nell'ospedale, dove si sospetta che, su mandato dei servizi segreti, vengano attuate terapie sperimentali estreme a danno dei pazienti più gravi, usati come cavie umane. Non è casuale, quindi, che l'intero staff della clinica, sulla difensiva, manifesti subito ostilità e diffidenza nei confronti dei due investigatori, e che molte aree della clinica siano mantenute inaccessibili persino all'FBI. L'anziano dott. Naering, terapeuta di riferimento nell'ospedale, nega agli agenti la facoltà di esaminare le cartelle del personale medico, ostacolando così un prezioso filone di indagine, dal momento che proprio il principale sospettato di aver favorito la fuga della donna scomparsa, lo psichiatra che l'aveva in cura, è stato fatto partire dall'isola proprio prima che arrivassero gli investigatori, e in questo modo è stato sottratto al loro interrogatorio.
Il direttore dell'istituto, il dott. Cawley, manifesta ben presto un interesse diretto per le condizioni di salute dello stesso agente Daniels. Teddy infatti soffre di frequenti e dolorose emicranie e di una sorta di innata fobia per il mare (motivo per cui la permanenza sull'isola è per lui causa di costante disagio). Inoltre l'uomo appare traumatizzato da dolorosi eventi del suo passato recente: gli orrori della guerra mondiale, la liberazione di un campo di concentramento tedesco nel cui ricordo Daniels trova non poche similitudini con il presente istituto Ashecliffe, e soprattutto la tragica perdita della moglie Dolores, rimasta vittima di un incendio doloso. Daniels è persuaso che proprio il responsabile dell'incendio, il folle Andrew Laeddis, sia internato tra i pazienti dell'istituto di Shutter Island, e all'insaputa di tutti coltiva propositi di vendetta, cercando di scovare ed uccidere il responsabile della morte della moglie.
Intanto l'indagine sulla scomparsa della Solando viene complicata dall'arrivo di un violento uragano che si abbatte sull'isola, e da una successiva rivolta dei pazienti che approfittano dei danni provocati dalla tempesta agli impianti di sicurezza del manicomio. I due agenti iniziano a sospettare che lo staff medico non solo osteggi apertamente la loro inchiesta, ma stia complottando per impedire loro di far ritorno sulla terraferma.
Improvvisamente viene annunciato che Rachel è stata trovata vicino al faro. Rachel non ha nemmeno un graffio e, nonostante i tentativi di Teddy di scoprire qualcosa in più, la donna non fornisce alcuna informazione di rilievo e sfocia infine in una reazione violenta. In seguito, Teddy, nel padiglione C (in cui vengono tenuti i pazienti ritenuti maggiormente pericolosi) trova in una cella George Noyce, l'uomo che l'aveva avvisato degli esperimenti: George lo accusa di averlo percosso violentemente e afferma di trovarsi lì per colpa sua. Manifesta inoltre la sua paura di essere portato al faro e cerca di spronare Ted ad accettare il fatto che la moglie ormai non ci sia più.
Teddy si reca vicino al faro in compagnia di Chuck e, dopo essersi allontanato, scopre al suo ritorno che il suo partner non c'è più. Per cercarlo scende dalla scogliera e scopre una grotta in cui una donna, che dichiara di essere una psichiatra che lavorava al centro, si sta nascondendo: la donna dice a Teddy che lei in passato era un medico dell'ospedale, fino a che non scoprì che si stavano effettuando degli esperimenti illegali; a quel punto venne ricoverata come paziente. Spiega inoltre che nell'ospedale vengono utilizzati psicofarmaci per cercare di ottenere e gestire il controllo mentale, con l'obiettivo di creare spie infiltrate da utilizzare nella guerra fredda. Oltre a ciò lo informa che molto probabilmente lo hanno già drogato (cibo, bevande, sigarette, un paio di aspirine che ha chiesto per una forte emicrania) non appena arrivato sull'isola.
Teddy, riportato all'ospedale dal direttore, riesce a creare un diversivo per scappare e raggiungere il faro; lì disarma la guardia posta all'entrata e sale in cima alla struttura dove, con suo grande stupore, vi trova Cawley, che lo sta aspettando seduto a un tavolo.
Il dottore, a questo punto, rivela a Teddy che egli è, in realtà, Andrew Laeddis, e che il paziente numero 67 dell'ospedale a cui il messaggio si riferiva è proprio lui tanto che Edward Daniels è un anagramma di Andrew Laeddis. Gli rivela che fu egli stesso ad aver sparato alla moglie, maniaca depressiva, dopo che lei aveva annegato i loro tre bambini. In seguito, come difesa dal dolore e dai sensi di colpa, Andrew Laeddis creò una storia di fantasia dove lui era un eroe dell'FBI. Egli inventò la figura di Rachel Solando, il tutto per coprire la delusione e il ricordo di quanto aveva commesso. Già da due anni era sotto le cure del dottor Sheehan, l'uomo che nella sua realtà immaginaria veste i panni della sua spalla, Chuck. Sheehan e Cawley avevano deciso di tentare un esperimento che fosse una sorta di gioco di ruolo, permettendo ad Andrew di vivere al di fuori di tutti i suoi deliri, creando questa storia e questi personaggi, assecondandolo per cercare di riportarlo alla realtà. Viene spronato ad accettare questa realtà; in caso contrario la conseguenza sarebbe la lobotomia, praticata nel faro.
Dopo aver faticato a fare propria questa realtà, la memoria di Andrew ritorna e sviene sopraffatto dai ricordi.
Poco dopo in una stanza con Sheehan e Cawley, da loro interrogato,  Andrew ricorda perfettamente come si svolsero gli eventi due anni prima e sembra fare pace col suo passato, accettando quanto raccontato dai due dottori sul faro.
La mattina seguente però, seduti su alcuni gradini nel giardino della clinica, quando Sheehan (Chuck) gli pone una domanda, Andrew sembra di nuovo vivere nella sua artefatta realtà parallela.
Sheehan volge uno sguardo al lontano Cawley e scuote la testa.

## Opere derivate
Da questo romanzo, rielaborato in una sceneggiatura firmata da Laeta Kalogridis, è stato tratto Shutter Island, film del 2010 diretto da Martin Scorsese ed interpretato, tra gli altri, da Leonardo DiCaprio e Mark Ruffalo nel ruolo dei due protagonisti.

## Edizioni in italiano
- Dennis Lehane, L'isola della paura, traduzione di Chiara Bellitti, Casale Monferrato: Piemme, 2005
- Dennis Lehane, L'isola della paura, traduzione di Chiara Bellitti, Casale Monferrato: Piemme pocket, 2006